# Січеслав (поїзд)
«Січеслав» — флагманський нічний швидкий фірмовий пасажирський поїзд 1-го та 2-го класу Придніпровської залізниці № 79/80 сполученням Дніпро — Київ — Львів. Протяжність маршруту поїзда — 1097 км. На поїзд є можливість придбати електронний квиток.

## Історія
Поїзд призначений приблизно у 1967 році та курсував під № 256/255. Після 1991 року поїзд отримав новий № 79/80.
У 2004 році поїзд курсував під іменною назвою — «Дніпро Експрес». Ця назва також використовувались для поїздів № 173/174 сполученням Дніпро — Донецьк, № 185/186 Дніпро — Сімферополь, № 195/196 Кривий Ріг — Київ.
У 2017 році, під час курортного сезону, вперше «Укрзалізниця» подовжила маршрут руху поїзда до станції Новоолексіївка і призначався щороку влітку до 2020 року. Внаслідок повномасштабного російського вторгнення в Україну (з 2022) та тимчасової окупації Новоолексіївки рух поїзда не подовжується на літній час.
| Розклад руху поїзда «Дніпро» на літо 2017 року |                  |                |              |                  |
| Час прибуття                                   | Час відправлення | Станція        | Час прибуття | Час відправлення |
| —                                              | 14:45            | Новоолексіївка | 13:30        | —                |
| 21:45                                          | 22:25            | Дніпро         | 06:47        | 07:35            |
| 06:58                                          | —                | Київ           | —            | 23:00            |

Час в дорозі до Києва складав 16:13, до Новоолексіївки — 14:30. Поїзду призначалися тарифні зупинки на станціях Запоріжжя I, Мелітополь.
27 лютого 2018 року, внаслідок скасування регіонального електропоїзда № 847/848 Київ — Рівне, було призначено пасажирський поїзд № 793/794 за таким же маршрутом. Поїзд формувався шляхом відчеплення групи плацкартних вагонів, яку відправляли вранці до Рівного, а ввечері вона поверталася і приєднувалася зворотно. З 9 грудня 2018 року маршрут руху поїзда до Рівного скасований.
З 18 березня по 2 червня 2020 року поїзд був тимчасово скасований через розповсюдження COVID-19, згодом було відновлено курсування через день.
На новорічні свята 2019/2020 років поїзд курсував у спільному обороті з поїздом № 91/92 до Львова під № 179/180/291/292.
У серпні 2023 року поїзд було подовжено до Львова на деякі дні. Згодом на постійну основу було подовжено даний поїзд.
10 грудня 2024 року було у Києві презентовано 10 нових вагонів Крюківського вагонобудівного заводу, які курсуватимуть в складі цього поїзда. 
З 11 грудня 2024 року нові вагони курсують в складі поїзда № 79/80. Всі купейні вагони вперше оснащені додатковими столиками для пасажирів верхніх полиць, встановлено чотиризонне відеоспостереження, декілька режимів керування освітленням, порти Type-C для зарядки гаджетів на кожному пасажирському місці. Вагони оснащені кондиціонерами, вакуумними туалетами, сповивальними столикам та кавоварками.
15 грудня 2024 року поїзд отримав назву «Січеслав». Назва походить від історичної варіації перейменування міста Катеринослава (нині — Дніпро) у 1918 році.

## Інформація про курсування
Поїзд «Січеслав» курсує цілий рік, щоденно. На маршруті прямування зупиняється на 7 проміжних станціях. У 2018 році став найприбутковішим поїздом, що курсує у внутрішньому сполученні України, який приніс прибуток у 10,7 млн ₴, наповненість складала — 99 %.
| Розклад руху поїзда «Січеслав» (з 27 червня 2025 року) |                  |         |              |                  |
| Час прибуття                                           | Час відправлення | Станція | Час прибуття | Час відправлення |
| —                                                      | 22:10            | Дніпро  | 06:14        | —                |
| 13:07                                                  | —                | Львів   | —            | 14:46            |

Актуальний розклад руху вказано у розділі «Розклад руху призначених поїздів» на офіційному вебсайті «Укрзалізниці».

## Склад поїзда
В обігу два склади поїзда формування вагонного депо ЛВЧД-1 Придніпровської залізниці.
Поїзду зазвичай встановлена схема з 18 фірмових вагонів:
- 10 купейних;
- 6 плацкартних;
- 2 вагон класу «Люкс»;
- 1 вагон-автомобілевоз (за окремим графіком).

Фірмові вагони № 1—14 — 1-го класу, № 15—18 — 2-го класу. Нумерація вагонів від Дніпра — з хвоста, зі Львова — з голови поїзда.
В складі поїзда «Січеслав» тричі на тиждень курсує вагон-автомобілевоз, скористатися послугою якого є можливість, незалежно від погодних умов, доїхати до місця призначення найбільш безпечним транспортом зі своїм автомобілем, при цьому відпочиваючи в комфортних умовах та зберігаючи ресурс автомобіля. Перевезення автомобіля та оформлення проїзних документів для пасажирів, які супроводжують автомобіль, можливо оформити одночасно в обох напрямках.

## Перейменування станцій АТ «Укрзалізниця»
7 червня 2016 року АТ «Укрзалізниця» доручило своїм регіональним філіям розпочати роботи з перейменування об'єктів залізничної інфраструктури у відповідності до вимог Закону України «Про географічні назви». Наступним кроком є робота регіональних філій з місцевими органами самоврядування з узгодження та розробки механізмів її реалізації.  Після погодження з органами місцевого самоврядування, регіональні філії направлять відповідні клопотання в АТ «Укрзалізниця» про внесення змін у Тарифне керівництво № 4, нормативні документи тощо.

## Послуга доставки ручної поклажі
З 3 лютого 2020 року «Укрзалізницею» запроваджена в пілотному режимі нова послуга для пасажирів — доставка ручної поклажі до/з поїзда «Дніпро». Зокрема, пасажирам пропонується доставка ручної поклажі з вокзалу до вокзалу або адресна — від дверей до дверей. Замовлення адресної доставки передбачає, що кур'єр сам забере поклажу та доставить за кінцевою адресою. Послуга надається за бажанням пасажира, який має проїзний документ і здійснює поїздку від станції початкового відправлення до кінцевої станції прибуття поїзда. До перевезення приймається ручна поклажа пасажира вагою до 36 кг включно.